# Stenasellus bragai
Stenasellus bragai är en kräftdjursart som beskrevs av Guy Magniez 1976. Stenasellus bragai ingår i släktet Stenasellus och familjen Stenasellidae. Inga underarter finns listade i Catalogue of Life.